# Balonul Mihai Bravul

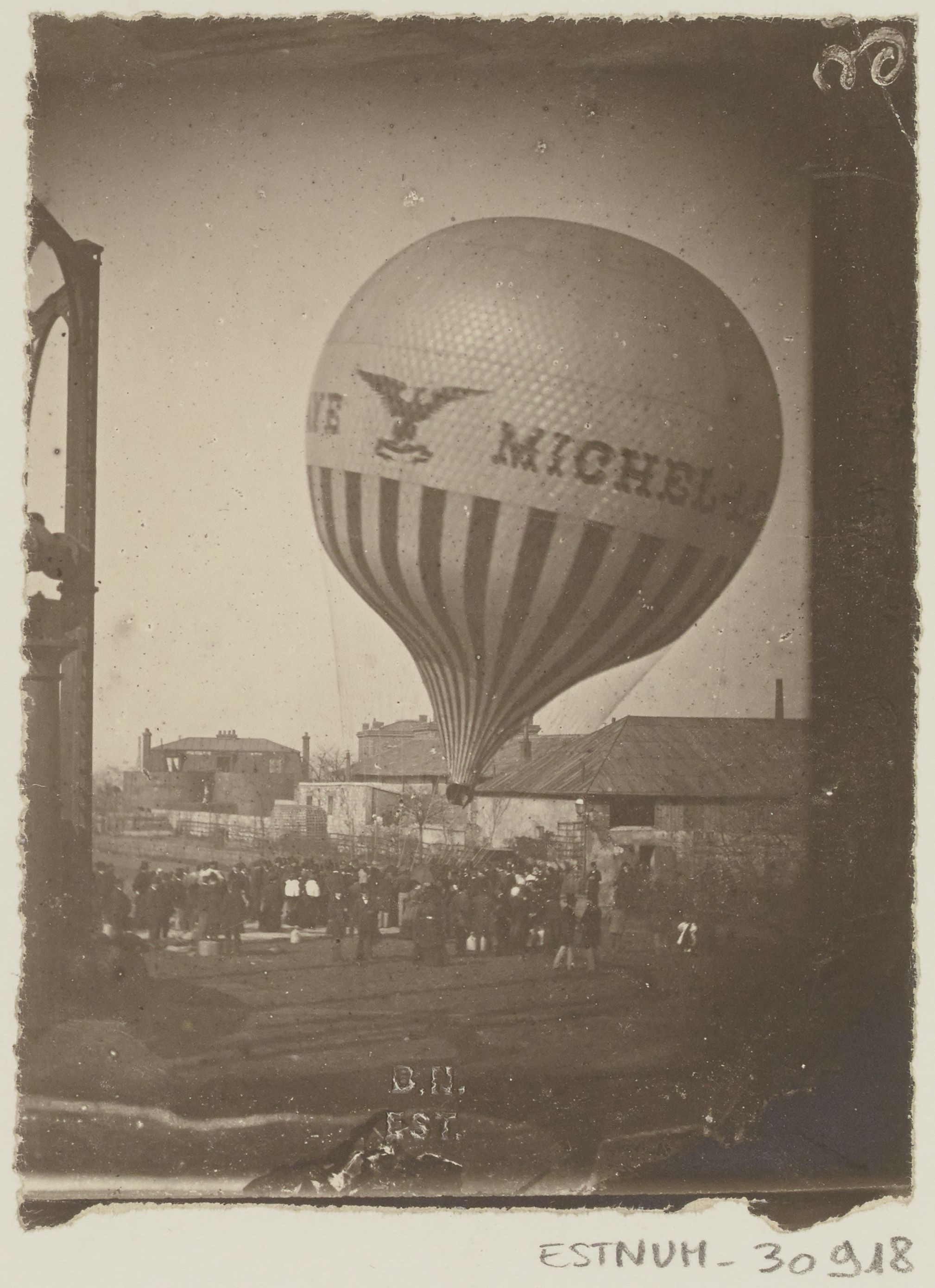
Balonul "Mihai Bravul" (Michel-le-Brave), la Paris

Balonul «Mihai Bravul» a fost un aerostat românesc construit în 1874 la Paris, la comanda mai multor entuziaști și a comerciantului M. Villemont. Balonul cântărea 410 kg, avea o capacitate de 1496 metri cubi de gaz și putea transporta cinci-șase persoane. A fost primul aparat de zbor al României.
Însă primul balon înălțat pe teritoriul românesc a fost „o bășică din pânză de Brașov”, fără pasageri. Într-un document de epocă se povestește cum a fost lansat în vara lui 1818, în prezenața unei numeroase asistențe aflate pe Dealul Spirii și a domnitorului Ioan Gheorghe Caragea. „Bășica avea în interior un buriu cu spirt de cinci vedre, prins cu meșteșug. Dându-se foc spirtului cu ajutorul unui fitil, aerul din
interior s-a încălzit, iar bășica s-a înălțat în slăvi cât abia se mai vedea, căzând
mai apoi lângă satul Cățelu”.

## Prima ascensiune
Prima înălțare a balonului «Mihai Bravul» a avut loc la 9 iunie 1874, în București. Cei doi pasageri ai balonului au fost ziaristul Grigore Ventura și M. Villemont, cel care dăduse cei mai mulți bani pentru confecționarea aparatului de zbor. Balonul s-a ridicat din grădina Mitropoliei și a zburat deasupra capitalei, purtat de curenții de aer, circa 45 km până la periferia unei comune din județul Ilfov. Zborul a durat aproape o oră, iar evenimentul a fost îndelung comentat de public.

## A doua ascensiune

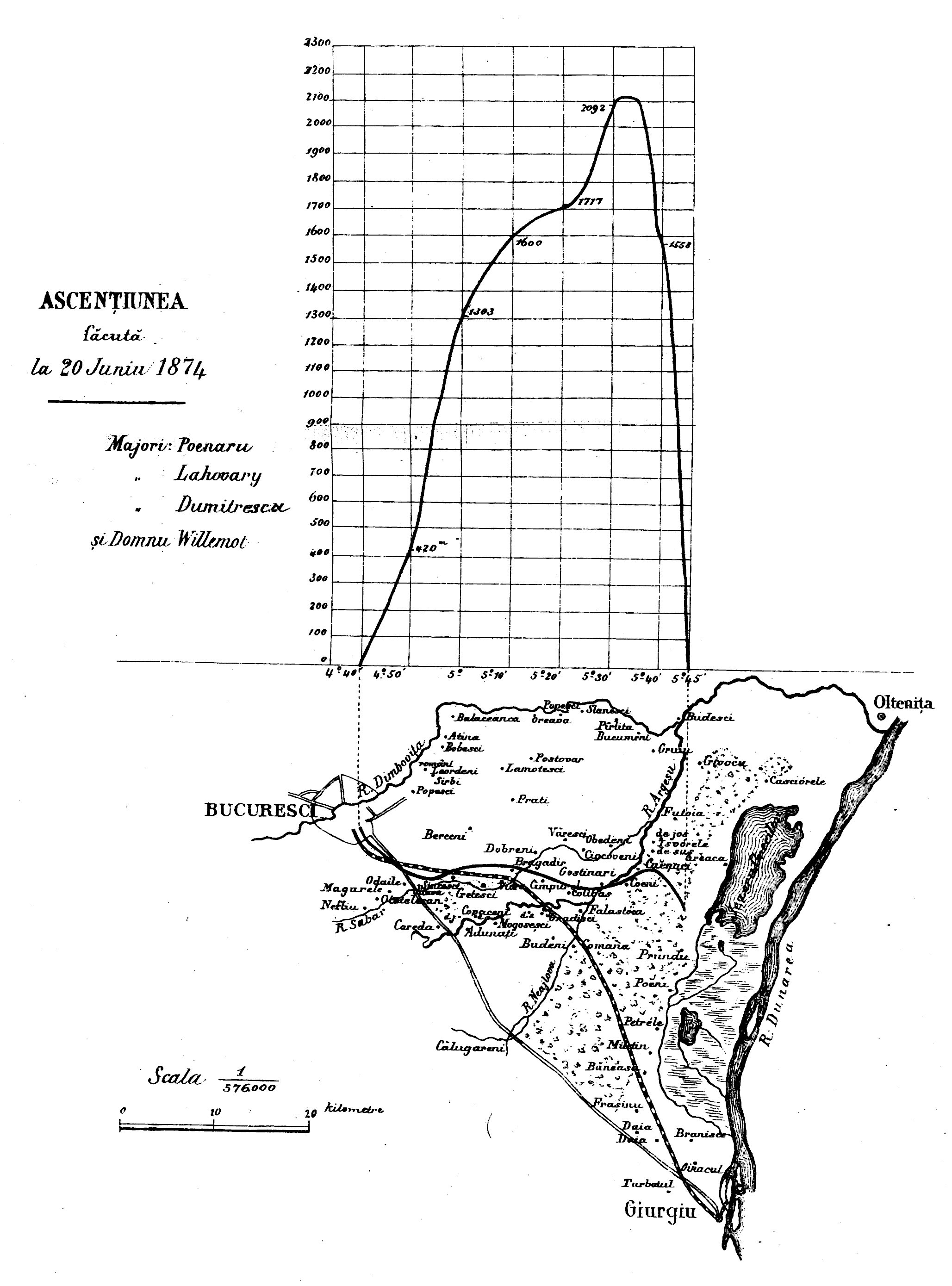
Harta şi graficul altitudinilor atinse de balonul «Mihai Bravul»

Succesul primei înălțări a determinat conducerea armatei să solicite balonul pentru un zbor în interes militar. Acesta a fost efectuat pe data de 20 iunie 1874 de către maiorii Constantin Poenaru, Iacob Lahovari și Dem. Dumitrescu. Misiunea lor era să observe la fiecare 10 minute altitudinile succesive ale balonului cu ajutorul barometrului holosteric, temperatura și umiditatea aerului, precum și posibilitățile de urmărire și recunoaștere a terenului în scopuri militare. Pentru acestea, ofițerii au avut la dispoziție două barometre holosterice cu termometre interioare, un termometru liber, higrometrul lui Saussure, o hartă, o busolă și trei lunete. Pentru etalonare, presiunea și temperatura au fost măsurate și la București de către I. A. Cantacuzino, la aceleași intervale de timp.
Din cauza timpului nefavorabil, balonul a fost umflat cu doar 1200 m³ de gaz aerian. De asemenea, gazul folosit a fost foarte dens, astfel că la final forța de ridicare a balonului udat de ploaie se ridica la doar 780 kg.
După eliberarea a doi saci de balast, la ora 16:40 balonul s-a ridicat din grădina Mitropoliei cu o forță ascensională de aproximativ 30 kg. Un vânt dinspre nord-vest l-a împins către gară, mai apoi de-a lungul liniei București-Giurgiu până în punctul de intersecție cu șoseaua.
Întâia observație s-a făcut la ora 16:50, rezultând o altitudine de zbor de 420 m. Balonul a traversat calea ferată și, lăsând Jilava la dreapta, s-a îndreptat către creasta Sabarului. La ora 17:00, balonul ajunsese la altitudinea de 1392 m peste nivelul Mării Negre și 1303 m deasupra Bucureștiului. Temperatura nu a scăzut decât cu un grad față de cea de la plecare, fiind acum de 22°C.
Balonul a început să se îndrepte către Iezerul Grecilor, baltă aflată aproximativ la jumătatea distanței dintre Giurgiu și Oltenița, la 2 km de Dunăre. La 17:06 trece prin dreptul satului Sintești, iar la 17:10 trece culmea Sabarului peste satul Bragadiru, la altitudinea de 1688 m. Temperatura este în scădere, iar vântul se întețește spre sud-est, astfel că la ora 17:20 balonul este deasupra râului Argeș, la 1805 m altitudine peste nivelul mării. Termometrele indică 15,5°C.
Balonul era aproape uscat, astfel că peste încă 10 minute mai câștigase 374 m altitudine. Astfel, la ora 17:30 a ajuns la cea mai mare altitudine de până atunci, anume aproximativ 2182 m deasupra nivelului mării și 2092 m deasupra Bucureștiului. În acest moment, balonul a trecut pe deasupra râului Argeș la Gostinari. La 17:35 se afla deasupra punctului Cuenaci și, întrucât nu mai era posibilă traversarea bălților dunărene și a dealurilor de pe malul drept al fluviului, s-a hotărât aterizarea. S-a deschis supapa, iar balonul a prins un curent de sud-vest care l-a împins către satul Greaca. La 17:40 balonul coborâse la 1646 m altitudine.
Aerostatul a aterizat fără zguduiri la ora 17:45 în pădurea Prundu de lângă Greaca. Țăranii din sat au alergat și au dat o mână de ajutor la desumflarea balonului. Din cauza coborârii cu viteza de 5 m/s, auzul celor trei maiori a fost afectat simțitor pe moment.
În timpul zborului, cei trei ofițeri au realizat prima hartă militară a împrejurimilor capitalei, pe ea apărând punctele de reper, drumurile, apele, satele și câmpul din preajma Jilavei pe care au avut loc manevrele militare din 1872.
Maiorii s-au întors în București cu trenul. Comparând observațiile făcute în balon cu cele ale lui I. A. Cantacuzino, s-au constatat pe baza calculelor următoarele rezultate:
| Ora   | Presiune atmosferică | Altitudinea deasupra Bucureștiului | Altitudinea deasupra Mării Negre |
| ----- | -------------------- | ---------------------------------- | -------------------------------- |
| 17:00 | 651,5                | 1303,82                            | 1392,10                          |
| 17:10 | 629,75               | 1654,54                            | 1688,73                          |
| 17:20 | 619,5                | 1717,47                            | 1805,66                          |
| 17:30 | 593,75               | 2092,62                            | 2182,21                          |
| 17:40 | 630,00               | 1558,16                            | 1646,35                          |

Temperatura a scăzut progresiv până la 15,5°C la altitudinea de 1717 m, după care a variat foarte puțin la altitudini mai înalte, datorită ploii care răcorise straturile inferioare ale atmosferei și le lăsase uscate pe cele superioare. Higrometul a arătat 74° punct superior la București, față de 72° la înălțimi cuprinse între 1700 și 2000 m.
Din punct de vedere militar, vizibilitatea a fost apreciată ca fiind deosebit de bună. S-au putut recunoaște detaiile terenului și, deși la 2000 m înălțime oamenii nu mai sunt vizibili individual, mișcările unor formațiuni militare ar fi fost perfect vizibile.

## Urmări
Deși zborul balonului «Mihai Bravul» a fost încununat de succes, armata nu a fost dotată imediat cu astfel de aparate. Următoarele experimente de acest gen au avut loc în 1891-1892 în timpul exercițiilor militare de la București și Turtucaia, iar rezultatele observațiilor făcute cu acest prilej au determinat în 1893 înființarea în cadrul Companiei de telegrafie din Regimentul 1 geniu din București a unei subunități aerostație, sub comanda locotenentului Eugen Asachi.